# Каяшехір-Меркез (станція метро)
41°07′06″ пн. ш. 28°45′59″ сх. д. / 41.118404066789° пн. ш. 28.766257652657° сх. д.
Топлу-конутлар (тур. Şehir Hastanesi) — станція лінії М3 Стамбульського метрополітену. 
Відкрита 8 квітня 2023
Пересадки
- Автобуси: 36F, 78F, 79F, 79FY, 79GE, 79KM, 79KT, MK22
- Маршрутки: 
  - Форум Істанбул - Каяшехір

Конструкція станції — колонна з двома береговими платформами 
Розташована — під бульваром Каяшехір, мікрорайон Каябаши, Башакшехір.
Визначні місця поруч:
- Бульвар Каяшехір
- Національний сад Башакшехір
- Центральна мечеть Башакшехір
- Міська площа Башакшехір
- Службова будівля муніципалітету Башакшехір